# 김 루치아 (1818년)
김 루치아(金 루치아, 1818년 ~ 1839년 7월 20일)는 조선의 천주교 박해 때에 순교한 한국 천주교의 103위 성인 중에 한 사람이다. 그녀의 이름은 김누시아(金累時阿)로도 기록되어 있는데, 이름 누시아는 그녀의 세례명 루치아(Lucia)로 보인다.

## 생애
김 루치아는 용기와 품위 그리고 재주를 겸비한 젊고 아름다운 여성이었다. 그녀는 부모가 죽자, 그들의 장례비를 지불하기 위해 그녀의 모든 재산을 다 팔아야 했다. 그녀는 한 천주교 집안에서 살게 되었고, 동정을 지키기로 결심했다.
박해가 발발하자, 그녀는 세 명의 독실한 여성 교우들과 함께 자수하여 그들의 신앙을 증언하기로 결심했다. 그녀는 그들 중 가장 어렸지만 그 모임의 지도자였다. 그녀는 온갖 형벌과 고문 속에서도 평정을 일지 않았다. "너같이 고운 여자가 천주교를 믿을 수 있느냐?" "그렇습니다. 저는 진심으로 천주교를 믿습니다." "너의 천주를 부정하면, 네 목숨을 건질 수 있다." "저의 하느님은 모든 피조물의 아버지이십니다. 제가 어떻게 저의 임금님이시자 아버지이신 분을 부정할 수 있겠습니까? 저는 수수번을 죽어도 그리할 수 없습니다." "너는 왜 결혼을 하지 않았느냐?" "저는 아직 스무살이 조금 넘었을 뿐입니다. 제 나이의 여자가 결혼을 안한 것은 이상할게 없습니다. 젊은 여자에게 그녀 자신의 결혼에 대해 이야기 하는 것은 적절치 않습니다." "너는 죽는 것이 두렵지 않느냐?" "아닙니다. 저는 죽는 것이 두렵습니다. 하지만, 저의 주님을 부정할 바에야 차라리 죽는 것이 낫습니다." "네가 말하는 영혼이 도대체 어디에 있느냐?" "그것은 육신 안에 있습니다. 그것은 신성하며 보이지 않습니다." "너는 하느님을 보았느냐?" "아닙니다. 보지 못했습니다. 백성이 임금님을 본 적 없다고 해서, 그분이 계시는 것을 믿을 수 없습니까? 저는 땅 위의 피조물을 보았으므로, 창조주께서서 계시는 것을 압니다."
포도대장은 긴 시간 동안 그녀에게 여러 종류의 고문을 가했으며 그녀를 설득하려 했지만, 그녀는 한치의 흐트러짐도 없었다. 오히려, 그가 당혹스러워 했다. 그녀의 침착함을 본 형리들은 그녀가 귀신에 씌였다고 생각했다.
김 루치아와 교우들은 그들에게 사형 판결이 내려지고도 감옥에서 수 주 동안을 굶주림과 목마름 그리고 많은 고초를 겪었다. 그녀는 좋은 머리결을 갖고 있었는데, 그것을 잘라서 팔았다. 그 돈으로 그녀는 약간의 음식을 사서 동료 죄수들과 나누어 먹었다. 그녀는 한 친구에게 쓴 편지에 이런 글을 남겼다.:
| “ | 나는 격심한 고문과 고통을 겪고 사형 판결을 받은 것에 감사하게 생각해. 나는 주님께서 나를 부르실 때가 언제인지 몰라. 우리를 위해 기도해주고, 우리를 따라 천국으로 와. 우리는 주님께서 부르실 때를 기다리고 있어. | ” |

그녀는 1839년 7월 20일에 서소문 밖에서 일곱 명의 교우들과 함께 참수되었다. 그녀의 천국의 배우자가 그녀를 천국으로 데려갔을 때, 그녀의 나이 22세였다.

## 시복 · 시성
김 루치아는 1925년 7월 5일에 성 베드로 광장에서 교황 비오 11세가 집전한 79위 시복식을 통해 복자 품에 올랐고, 1984년 5월 6일에 서울특별시 여의도에서 한국 천주교 창립 200주년을 기념하여 방한한 교황 요한 바오로 2세가 집전한 미사 중 이뤄진 103위 시성식을 통해 성인 품에 올랐다.

## 참고 문헌
- (영어) Catholic Bishop's Conference Of Korea: 103 Martryr Saints 김 루치아 Lucia Kim 보관됨 2014-10-06 - 웨이백 머신